# Ștefan I de Troyes
Ștefan I de Vermandois (d. 1020) a fost cel de al șaptelea conte de Meaux, în regiunea Champagne, succedând tatălui său, Herbert de Vermandois.
Ștefan a murit fără a lăsa moștenitori. Drept urmare, titlul comital de Meaux a fost preluat de către contele Odo al II-lea de Blois.